# Niederbeisheim

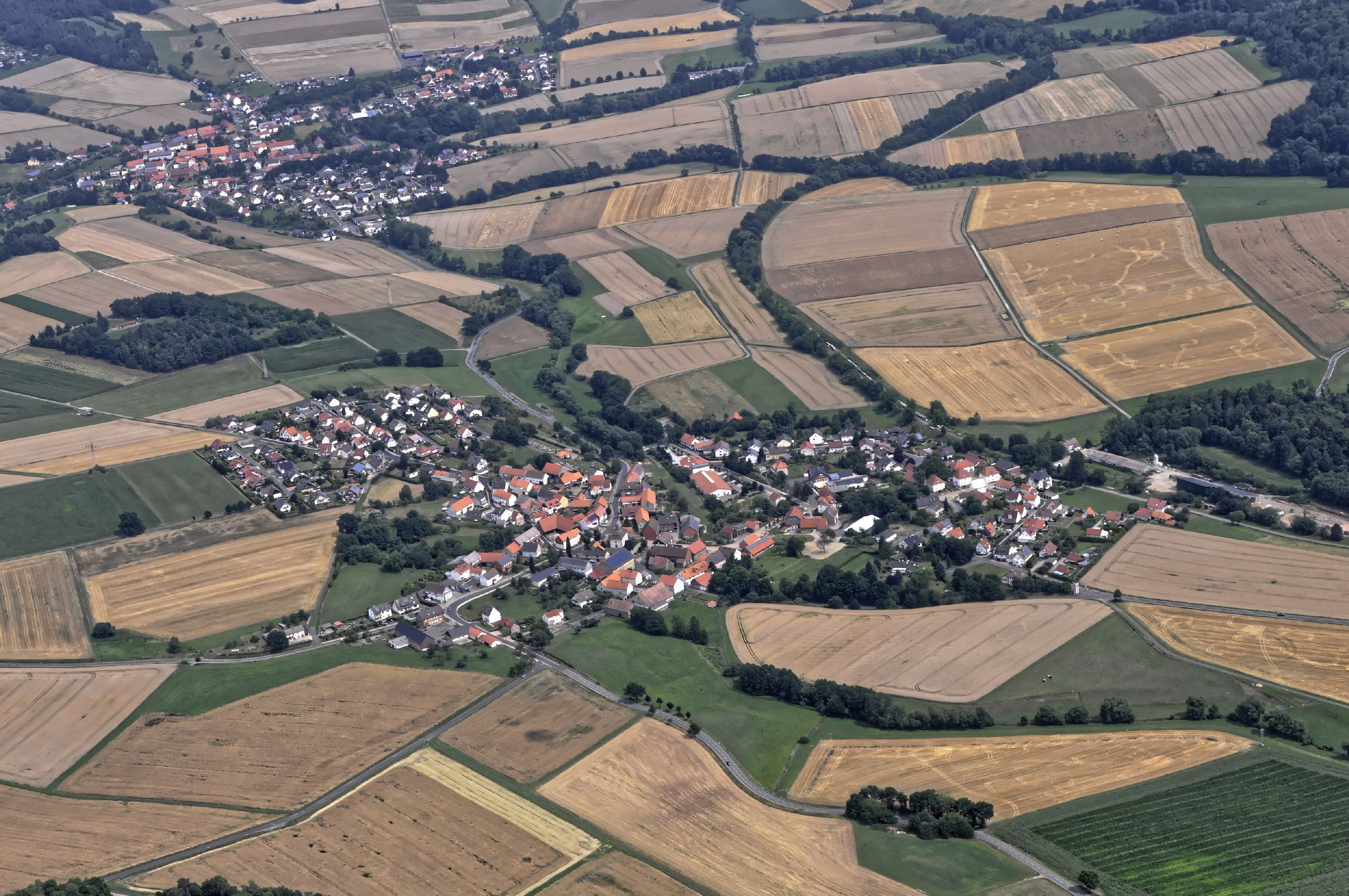
Oberbeisheim (vorn) und Niederbeisheim

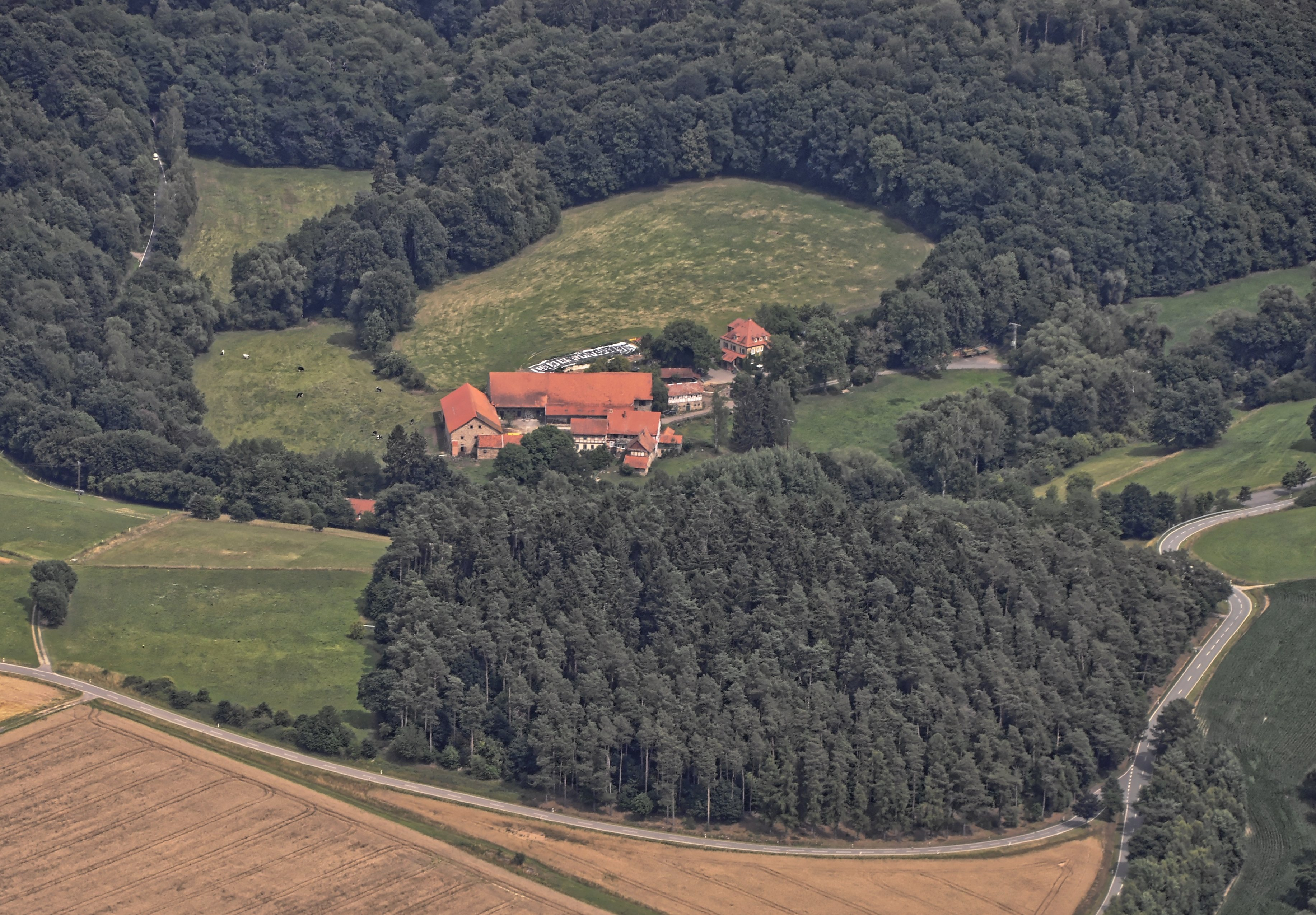
Der Reiterhof Rote Mühle bei Niederbeisheim

Niederbeisheim ist seit dem 1. Januar 1974 ein Ortsteil der Gemeinde Knüllwald im nordhessischen Schwalm-Eder-Kreis. Das Dorf liegt in den Nordausläufern des Knüllgebirges an der Mündung des Breitenbachs in den Fulda-Zufluss Beise, rund 5,5 km nordöstlich von Remsfeld, dem Sitz der Knüllwalder Gemeindeverwaltung.

## Geschichte
Die älteste bekannte Erwähnung von Niederbeisheim erfolgte in einer Urkunde aus dem Jahre 1319, als das Franziskanerkloster Fritzlar einen Zins aus der Mühle zu Beysheym verkaufte. Das Dorf gehörte zur Landgrafschaft Hessen und zum hessischen Amt Homberg und dem Gericht am Walde, war aber meist als Lehen an Adelsgeschlechter aus der Umgebung vergeben, so wie auch die Zehnteinkünfte meist an nachgeordnete und häufig wechselnde Lehensträger gingen. 1338 ist die Pfandbelehnung der Herren von Falkenberg durch Landgraf Heinrich II. mit Gericht und Kirchenpatronat in Beisheim und Klein-Beisheim beurkundet. 1422 war das Dorf landgräfliches Lehen der Herren von Reckerode. 1528 war es Lehensbesitz des Heinz von Lüder, der es aber in diesem Jahr an Otto Hund verkaufte. Die Hund hielten das Dorf von 1544 bis 1680 zu Lehen; mit dem Erlöschen ihres Geschlechts fiel Niederbeisheim als erledigtes Lehen zurück an den Landgrafen von Hessen-Kassel. Während der Zeit des napoleonischen Königreichs Westphalen (1807–1813) gehörte Niederbeisheim zum Kanton Homberg und dem dortigen Friedensgericht. Nach der Restitution von Kurhessen gehörte es ab 1814 wieder zum Amt Homberg bzw. ab 1821 zum neu geschaffenen Kreis Homberg und zum Justizamt Homberg.
Das kleine Dorf, in dem um 1490 lediglich 15 wehrhafte Männer, 7 Pflüge und 23 Fastnachtshühner gezählt wurden, blühte im 16. Jahrhundert auf und hatte 1575 und 1585 jeweils 73 Hausgesesse. Der Dreißigjährige Krieg führte dann aber zu einem starken Einwohnerverlust: schon 1639 gab es nur noch 30 verheiratete und acht verwitwete Hausgesesse im Ort. Erst ein Jahrhundert später, im Jahre 1742, war das Dorf wieder auf 88 Hausgesesse angewachsen. 1834 gab es dann bereits 593 Einwohner, und bis zur Zeit des Zweiten Weltkriegs blieb die Einwohnerzahl stabil in der Nähe der 600-Marke. Nach Kriegsende stieg die Zahl durch Ausgebombte, Flüchtlinge und Heimatvertriebene kurzfristig stark an und erreichte 1950 einen Höchststand von 1108 Menschen, um dann allmählich wieder abzusinken. Seit den 1970er Jahren begann sie dann mit der Entwicklung des Fremdenverkehrswesens im Ort wieder zu steigen.
Zum 1. Januar 1974 wurde die bis dahin selbständige Gemeinde Niederbeisheim im Zuge der Gebietsreform in Hessen kraft Landesgesetz in die Gemeinde Knüllwald eingegliedert. Für die nach Knüllwald eingegliederten, ehemals eigenständigen Gemeinden wurde je ein Ortsbezirk mit Ortsbeirat und Ortsvorsteher nach der Hessischen Gemeindeordnung gebildet.

## Bevölkerung
Einwohnerstruktur 2011
Nach den Erhebungen des Zensus 2011 lebten am Stichtag dem 9. Mai 2011 in Niederbeisheim 777 Einwohner. Darunter waren 18 (2,3 %) Ausländer. Nach dem Lebensalter waren 17 Einwohner unter 18 Jahren, 303 zwischen 18 und 49, 180 zwischen 50 und 64 und 180 Einwohner waren älter. Die Einwohner lebten in 360 Haushalten. Davon waren 102 Singlehaushalte, 108 Paare ohne Kinder und 117 Paare mit Kindern, sowie 30 Alleinerziehende und 6 Wohngemeinschaften. In 72 Haushalten lebten ausschließlich Senioren und in 222 Haushaltungen lebten keine Senioren.
Einwohnerentwicklung
| Quelle: Historisches Ortslexikon | |
| • ca. 1490:                      | 15 wehrhafte Männer |
| • 1575:                          | 73 Hausgesesse |
| • 1585:                          | 73 Hausgesesse |
| • 1639:                          | 30 verheiratete, 8 verwitwete Hausgesesse                                                                                            |
| • 1742:                          | 88 Häuser |
| • 1747:                          | 88 Hausgesesse |
| • 1961                           | Erwerbspersonen: 184 Land- und Forstwirtschaft, 133 Produzierendes Gewerbe, 62 Handel und Verkehr, 48 Dienstleistungen und Sonstiges |

| Niederbeisheim: Einwohnerzahlen von 1834 bis 2011 | Niederbeisheim: Einwohnerzahlen von 1834 bis 2011 | Niederbeisheim: Einwohnerzahlen von 1834 bis 2011 | Niederbeisheim: Einwohnerzahlen von 1834 bis 2011 | Niederbeisheim: Einwohnerzahlen von 1834 bis 2011 |
| --- | ------------------------------------------------- | ------------------------------------------------- | ------------------------------------------------- | ------------------------------------------------- |
| Jahr |                                                   |                                                   |                                                   | Einwohner                                         |
| 1834 | 1834                                              |                                                   | 593                                               | 593                                               |
| 1840 | 1840                                              |                                                   | 610                                               | 610                                               |
| 1846 | 1846                                              |                                                   | 662                                               | 662                                               |
| 1852 | 1852                                              |                                                   | 640                                               | 640                                               |
| 1858 | 1858                                              |                                                   | 608                                               | 608                                               |
| 1864 | 1864                                              |                                                   | 586                                               | 586                                               |
| 1871 | 1871                                              |                                                   | 572                                               | 572                                               |
| 1875 | 1875                                              |                                                   | 709                                               | 709                                               |
| 1885 | 1885                                              |                                                   | 595                                               | 595                                               |
| 1895 | 1895                                              |                                                   | 534                                               | 534                                               |
| 1905 | 1905                                              |                                                   | 530                                               | 530                                               |
| 1910 | 1910                                              |                                                   | 567                                               | 567                                               |
| 1925 | 1925                                              |                                                   | 607                                               | 607                                               |
| 1939 | 1939                                              |                                                   | 613                                               | 613                                               |
| 1946 | 1946                                              |                                                   | 1.108                                             | 1.108                                             |
| 1950 | 1950                                              |                                                   | 1.087                                             | 1.087                                             |
| 1956 | 1956                                              |                                                   | 886                                               | 886                                               |
| 1961 | 1961                                              |                                                   | 840                                               | 840                                               |
| 1967 | 1967                                              |                                                   | 847                                               | 847                                               |
| 1980 | 1980                                              |                                                   | ?                                                 | ?                                                 |
| 1990 | 1990                                              |                                                   | ?                                                 | ?                                                 |
| 2000 | 2000                                              |                                                   | ?                                                 | ?                                                 |
| 2011 | 2011                                              |                                                   | 777                                               | 777                                               |
| Datenquelle: Historisches Gemeindeverzeichnis für Hessen: Die Bevölkerung der Gemeinden 1834 bis 1967. Wiesbaden: Hessisches Statistisches Landesamt, 1968. Weitere Quellen: LAGIS; Zensus 2011 |                                                   |                                                   |                                                   |                                                   |

Historische Religionszugehörigkeit
| Quelle: Historisches Ortslexikon |                                                                                         |
| • 1861:                          | 609 evangelisch-reformierte, 3 evangelisch-lutherische Einwohner                        |
| • 1885:                          | 583 evangelische (= 97,89 %), 5 katholische (= 0,84 %), 7 jüdische (= 1,18 %) Einwohner |
| • 1961:                          | 736 evangelische (= 87,82 %), 94 katholische (= 11,19 %) Einwohner                      |

## Politik
Der Ortsbeirat besteht aus neun Mitgliedern. Bei der Kommunalwahl 2021 betrug die Wahlbeteiligung zum Ortsbeirat 59,45 %. Es erhielten die „Gemeinschaftsliste Niederbeisheim“ (GLN) mit 61,18 % der Stimmen sechs Sitze und die SPD mit 38,82 % drei Sitze. Der Ortsbeirat wählte Frank Grenzebach (KLN) zum Ortsvorsteher.

## Infrastruktur und Sehenswürdigkeiten
Niederbeisheim ist ein staatlich anerkannter Erholungsort mit Ferienwohnungen, Pensionen, Wochenendhäusern, Campingplätzen, Reiterhof, beheizbarem Schwimmbad mit 25-m-Becken und Liegewiese, Tennisplatz, Kinderspielplatz, markierten Wanderwegen mit Schutzhütten und Ruhebänken, Waldlehrpfad, sehenswerter ehemaliger Wehrkirche (1775 umgebaut) und dem Bienenmuseum Knüllwald.

## Verkehr
In Niederbeisheim treffen sich die Landesstraßen 3454 und 3225 sowie die Kreisstraße 29.
Der Ort hatte einen Haltepunkt an der im August 1879 eröffneten Teilstrecke Malsfeld–Treysa der Kanonenbahn, aber der Personenverkehr auf diesem Abschnitt wurde am 30. Mai 1981 eingestellt, der Güterverkehr auf der Strecke Malsfeld–Oberbeisheim am 31. Dezember 1988. Die Gleise und Schwellen sind längst entfernt, und das ehemalige Stationsgebäude ist heute privat genutzt.
Auch der 916 m lange Oberbeisheimer Tunnel ist versperrt.